# Salvia univerticillata
Salvia univerticillata là một loài thực vật có hoa trong họ Hoa môi. Loài này được Ramamoorthy ex Klitg. mô tả khoa học đầu tiên năm 2007.